# Органический закон Грузии об экономической свободе
Органический закон Грузии об экономической свободе (груз. საქართველოს ორგანული კანონი ეკონომიკური თავისუფლების შესახებ), шире известен как Акт экономической свободы Грузии (груз. საქართველოს ეკონომიკური თავისუფლების აქტი) — органический закон Грузии, принятый парламентом Грузии в 2011 году в рамках реформ Саакашвили-Бендукидзе. В законе сформулированы основные экономические права и свободы граждан Грузии, а также установлены количественные и институциональные ограничения на возможности государства по вмешательству в экономическую жизнь страны.

## Предыстория
Повсеместное увеличение налоговой нагрузки в XX веке, особенно после изобретения Морисом Лоре и принятия во Франции и других европейских странах НДС, вызвало к жизни ряд исследований, посвящённых изучению и критике явления. Либертарианские авторы призывали ограничить распределительную власть государственных структур и урезать число функций государства. Военный историк и экономист С. Н. Паркинсон, посвятивший отдельную книгу неконтролируемому росту налогов, считал, что законодательное ограничение государственных расходов произведёт революцию в общественных финансах.
Эти идеи получили практическое воплощение во время реформ 2004—2012 годов в Грузии, когда руководство правовой и экономической реформами было поручено Кахе Бендукидзе. Придерживавшийся либертарианских взглядов, Бендукизде радикально упростил налоговую систему Грузии, провёл массовую приватизацию государственных предприятий, сократил в несколько раз число государственных служащих и, в завершение реформ, подготовил и провёл через парламент Акт экономической свободы, фиксировавший экономические достижения реформ органическим законом.
Непосредственной причиной подготовки и принятия Акта стала потребность не допустить отката от экономических достижений реформ в Грузии. Вероятность снижения потока инвестиций и экономической активности была очень высока на фоне поражения в войне 2008 года и мирового экономического кризиса. Акт экономической свободы был призван гарантировать инвестиционную стабильность Грузии для зарубежного капитала.

## Первая редакция
Первоначальный текст Акта был подготовлен Кахой Бендукидзе, Ладо Гургенидзе и Вато Лежава и был представлен парламенту президентом Михаилом Саакашвили в конце 2009 года. В преамбуле первой редакции была изложена концепция ограниченного государства, в качестве основополагающих экономических принципов были названы свобода, возможности и достоинство. Проект содержал преамбулу и тринадцать статей. Преамбула и значительная часть статей проекта не вошли в окончательный текст, принятый парламентом Грузии.
Помимо преамбулы, в первоначальной редакции был сформулирован ряд принципов, также не вошедших в окончательный текст закона, принятого в 2011 году. В том числе запрет на установление дифференцированных ставок налогов (статья 2 проекта), раздел о принципах трудовых отношений (статья 5 проекта), раздел о принципах социальной поддержки (статья 10 проекта).

## Закон 2011 года
Закон был разработан под руководством и при непосредственном участии Кахи Бендукидзе и был принят Парламентом Грузии в трех чтениях 5 июля 2011 года. В голосовании участвовало 99 депутатов, все проголосовали «за». Закон вступил в силу 31 декабря 2013 года. Текст Акта состоит из пяти статей, четыре из которых являются содержательными, а пятая регулирует порядок вступления закона в силу.

### Первая статья
Статья устанавливает перечень общегосударственных налогов Грузии и устанавливает порядок введения новых налогов только через государственный референдум, назначаемый правительством. В тексте, принятом в 2011 году предусмотрено пять общегосударственных налогов и сделана оговорка о допустимости местного налога на имущество. Ставки налогов отдельно устанавливаются Налоговым кодексом Грузии. Эта статья фиксировала результаты реформы налоговой системы Грузии, отражённые в принятом в 2005 году Налоговом кодексе.
В статье также содержится положение о допустимости временного (на срок до трёх лет) увеличения налогового бремени решением парламента, без проведения референдума. По-видимому, это положение предусмотрено на случаи форс-мажорных обстоятельств общенационального масштаба.

### Вторая статья
Во второй статье Акта установлены законодательные ограничения на макроэкономические показатели деятельности государства и предусмотрен порядок их коррекции в случае отклонений. В частности, величина консолидированного бюджета страны не должна превышать 30 % от ВВП страны, дефицит консолидированного бюджета не должен быть больше 3 % от ВВП страны, величина суверенного долга не должна превышать 60 % от ВВП страны.
В случае фактического несоблюдения показателей в очередном финансовом году статья предписывает правительству возврат в пределы установленных ограничений в срок не более двух лет.

### Третья статья
Статья устанавливает единство государственного бюджета как получателя налоговых поступлений и источника финансирования государственных расходов. Фактически это положение прекращает практику создания внебюджетных государственных фондов, увеличивавших фактическую налоговую нагрузку и затруднявших учёт финансов государства.
Кроме того статья явным образом запрещает планирование налоговых поступлений исходя из величины потребностей государства в тех или иных расходах.

### Четвёртая статья
Статья уравнивает в экономических правах резидентов и нерезидентов страны и устанавливает свободу в отношении проведения денежных операций, открытия банковских счетов, любых видов движения денежных средств по счетам и обмена валют.
Отдельными положениями статьи устанавливаются свобода ввоза и вывоза денежных средств через границу страны, а также свобода движения капитала.

## Применение закона
Поскольку Акт экономической свободы является органическим законом, имеющим повышенную юридическую силу, то любые законы либо действия законодательной или исполнительной власти, противоречащие Акту, могут быть отменены в порядке судебного надзора.

## Реакция на закон
На стадии подготовки проект закона вызвал негативную реакцию со стороны официальных представителей Евросоюза и Всемирного Банка, возражавших против законодательного ограничения размера бюджетных расходов и прав правительства по вмешательству в экономику страны.
Принятый акт Андрей Илларионов назвал крупнейшим событием в истории Грузии и мира. Премьер министр Грузии Нико Гилаури назвал его одним из самых важных законов для долгосрочной экономической стабильности страны.

## Последующие изменения
После поражения на выборах 2012 года правящей партии «Единое национальное движение» и отставки Михаила Саакашвили результаты налоговой и финансовой реформы подверглись частичному пересмотру и модификации. В частности, налог на доходы физических лиц, ранее запланированный к постепенному понижению с 20 % до 15 %, был законом 2012 года оставлен на уровне 20 %. После получения конституционного большинства на выборах 2016 года правящая партия «Грузинская мечта» сумела внести в Акт ряд поправок. В частности, был отменён пункт о рамочном ограничении расходов бюджета в 30 % от ВВП страны. Другие поправки вывели из под действия ограничений Акта пенсионные сборы и позволили создать новый центр администрирования для пенсионных сборов — Пенсионный фонд. Также была отменена обязательность референдума для повышения ставок налогов.